# Гучковы
Гучковы — династия московских купцов, промышленников и общественных деятелей.

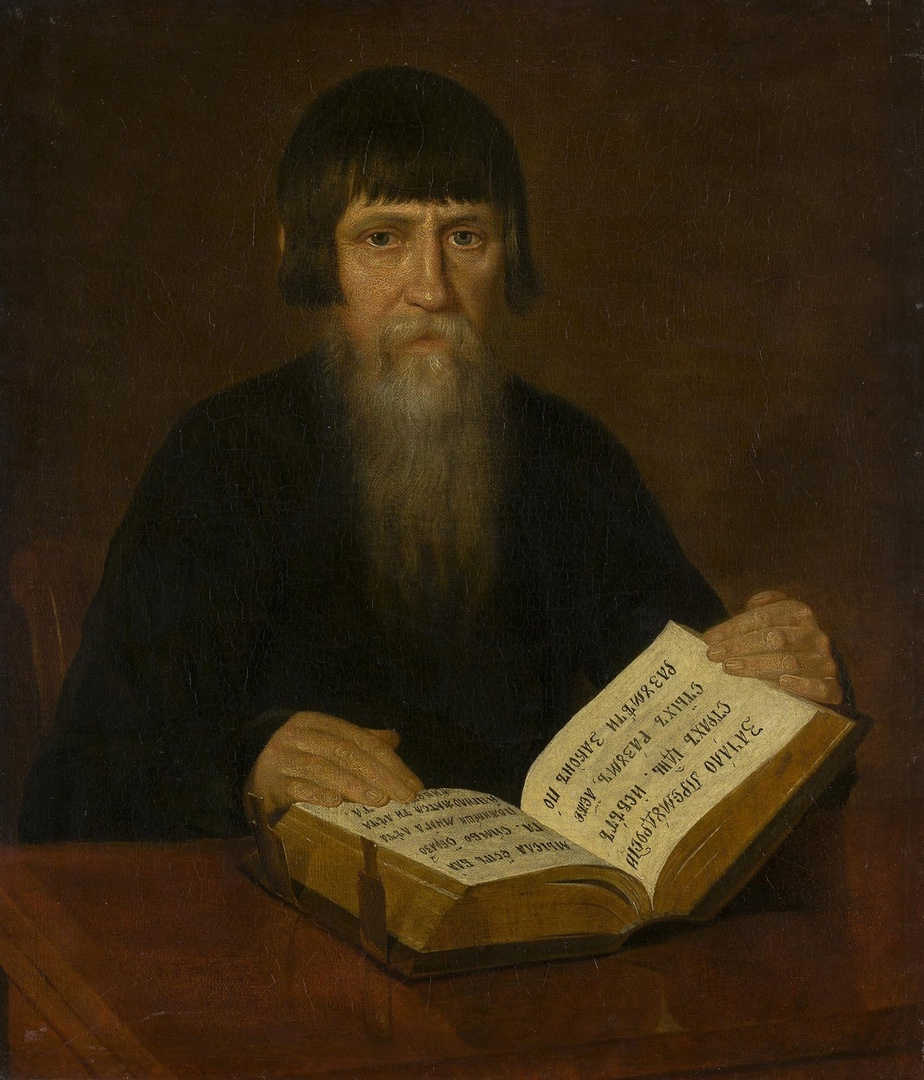
Портрет купца Федора Алексеевича Гучкова, 1840-50 гг.

Фёдор Алексеевич Гучков, родом из Малоярославецкого уезда Калужской губернии, «из отпущенных на волю от надворной советницы Белавиной дворовых людей». Перебрался в Москву ещё крепостным человеком. Работал на ткацко-прядильной фабрике. Перейдя из православия в старообрядчество, взял беспроцентный кредит в Преображенском Богаделенном доме. Cмог выкупить на волю себя и свою семью, а в 1799 году основал собственное ткацкое предприятие — шерстеобрабатывающую фабрику в Лефортово, вступил в третью гильдию московских купцов.
Приобрёл влияние в среде старообрядцев, входил в Совет общины Преображенского Богаделенного дома, выкупал крепостных на волю с условием перехода их в беспоповство, устраивал рабочими на своей фабрике. Несмотря на то, что фабрика его была сожжена в 1812 году, в 1813 году сумел восстановить дело. В 1831 году с аукциона он за 130 тысяч рублей приобретает земли, дома, луга вокруг Преображенского Богаделенного дома. Все доходные деньги от этих земель Ф. А. Гучков передавал в казну общины. Таким образом, Гучков фактически становится руководителем общины.
К 1843 году на его фабрике работало 960 рабочих, сумма производства составляла 516 тыс. руб., в 1853 году количество рабочих увеличилось до 1850, сумма производства — до 700 тыс. руб. в год. Гучков владел 40 десятинами земли в Лефортово.
В 1842 году Фёдор и его сын Ефим Федорович, не поскупившись на расходы, выписали на фабрику лучших красильных мастеров из Эльзаса и Голландии. Гучковы были одними из первых, кто перешел на использование русской, а не привозной шерсти. Поэтому генерал-губернатор А. А. Закревский предложил Фёдору Алексеевичу покупать шерсть у него. В результате отказа Фёдора Гучкова от поставок шерсти генерал-губернатора Гучковы сами оказались «стрижеными». Были закрыты старообрядческие кладбище и молельня, попечителем которых был Ф. А. Гучков, иконы были украдены, а якобы за расхищение денег кладбища и за по тем временам уголовное преступление — переход из православия в старообрядчество, — приверженность старообрядчеству и отказ перейти в единоверие в 1853 году он сам был выслан в Петрозаводск. 27 января 1854 года, переписав всё имущество на перешедших в единоверие сыновей, выехал в Петрозаводск, где скончался в глубокой старости. После смерти тело Ф. А. Гучкова для перезахоронения было доставлено в Москву.
Так как министр внутренних дел Бибиков из-за преклонного возраста Фёдора не мог посадить его в тюрьму, то он обещал посадить в Петропавловскую крепость пожизненно его сыновей. Но его сыновья перешли с семьями в единоверие в 1853 году, а Иван Фёдорович даже за свой счёт построил первый в районе Преображенской старообрядческой общины единоверческий храм. Этим семейное дело было спасено от конфискации в казну.
В ноябре 1854 года пожар уничтожил всё главное здание фабрики вместе со складом материалов и готовой продукции — причём ничего не было застраховано. В 1859 году Ефим и Иван Гучковы разделили имущество, но Ефим в том же году умер. В 1859 году внуки Фёдора, сыновья Ефима Фёдоровича Гучкова Иван, Николай и Федор Гучковы основали торговый дом «Гучкова Ефима сыновья», на прибыль от которого им удалось к середине 1860х годов восстановить и промышленное производство. Но гибель незастрахованной фабрики породила интерес Гучковых к страхованию и финансам. Вскоре их финансовые активы стали приносить больше прибыли, чем промышленное производство и торговля. Поэтому Иван Ефимович в 1896 году продал ставшую самой большой в Москве текстильную фабрику, а в 1911 году его сыновья ликвидировали и торговое дело. Но другие Гучковы, а также Зимины — потомки Николая Ефимовича Гучкова — продолжали заниматься промышленностью и торговлей.
Иван Фёдорович также активно занимался общественной деятельностью. Он был членом Московского общества садоводства и акклиматизации животных и растений; были очень известны его теплицы, оранжереи и зимний сад. Иван Фёдорович был также заседателем от купечества в Московской уголовной палате и старостой в сооруженной им приходской единоверческой церкви.
Его сын, Павел Иванович имел фабрику шерстяных изделий и занимал также должность судьи Московского сиротского суда.
Четверо сыновей и дочь Павла Ивановича остались в Советском Союзе. Сыновья подвергались арестам и умерли в ссылках. Но двое сыновей Павла Ивановича, Алексей и Владимир Павловичи, оставили потомство. Поэтому род Гучковых продолжается и в РФ не только по женской, но и по мужской линии с сохранением фамилии.
- Фёдор Алексеевич Гучков (1777—1856)
  - Иван Фёдорович (1809—1865)
    - Павел Иванович (1845—1913) — хозяин Великорусского оркестра в Москве
    - Сергей Иванович (?—1918) — руководитель Великорусского оркестра в Москве

  - Ефим Фёдорович (1805—1859) — московский городской голова (1858—1859)
    - Николай Ефимович (1835—1884), дочь которого, Вера Николаевна — бабушка Д. Б. Зимина[6]
    - Фёдор Ефимович (1837—1909) — гласный Московской городской думы (1877—1908)
    - Анна Ефимовна (1838—?) — мать Фёдора Боткина
    - Иван Ефимович (1833—1904) — гласный Московской городской думы (1872—1904)
      - Николай Иванович (1860—1935) — московский городской голова (1905—1913) 
∞ Вера Петровна Боткина (1862—1916)
      - Фёдор Иванович (1860—1913) — предприниматель, общественный деятель
      - Константин Иванович (1865—1934) — предприниматель, дочь его вышла замуж за философа Густава Шпета. Правнучка К. И. Гучкова — Е. С. Максимова.
      - Александр Иванович (1862—1936) — председатель III Государственной думы 
∞ Мария Ильинична Зилотти (1871—1938)
        - Лев Александрович (1905—1916)
        - Иван Александрович, сын которого был усыновлён своим дедом А. И. Гучковым, и известен поэтому как Андрей Александрович Гучков — наследник А. И. Гучкова, известный французский финансист и фотограф[7] Его сын — внук (по документам) и биологический правнук А. И. Гучкова — Иван Андреевич Гучков — известный женевский финансист.[8]
        - Вера Александровна (Сувчинская, Трейл; 1906—1987)
∞ Пётр Петрович Сувчинский (1892—1985)
∞ Роберт Трейл